# Mathieu Dourthe
Pour les articles homonymes, voir Dourthe.
Pas d'image ? Cliquez ici

a Compétitions nationales et continentales officielles uniquement.

b Matchs officiels uniquement.
Dernière mise à jour le 15 septembre 2018.
Mathieu Dourthe, né le 22 juillet 1976 à Dax, est un joueur français de rugby à XV évoluant au poste d'ailier, arrière ou demi d'ouverture.

## Biographie
Il est sélectionné en équipe de France une fois le 18 novembre 2000, contre les All Blacks.

## Anecdotes
Il n'a aucun lien de parenté avec Richard Dourthe et Claude Dourthe, tous deux également joueurs dacquois.